# Mission sauvetages
Mission sauvetages (Die Rettungsflieger) est une série télévisée allemande en 108 épisodes de 50 minutes et un pilote de 90 minutes produite par Studio Hamburg et diffusée entre le 15 février 1997 et le 11 juillet 2007 sur ZDF.
En France, la série a été diffusée à partir du 5 janvier 2000 sur TF1 et rediffusé sur NT1, au Québec à partir du 31 août 2001 sur Séries+, et en Belgique sur La Une.

## Synopsis
Cette série met en scène une équipe de secouristes de l'armée allemande qui assure l'évacuation par hélicoptère de blessés dans la ville de Hambourg et ses communes avoisinantes.
L'hélicoptère est de type Bell UH-1. 
L'équipage du SAR 71 est composé d'un pilote, d'un copilote, d'une femme-médecin et d'un infirmier.

## Distribution

### Médecins
- Gerit Kling (de) (VF : Martine Irzenski) : Docteur Marion Maibach (1997-2001) (Épisodes 1 - 20 ; 24 - 34)
- Julia Heinemann (de) : Docteur Ilona Müller (2000-2002) (Épisodes 21 -23 ; 34 - 42)
- Marlene Marlow (de) : Docteur Sabine Petersen (2002-2007) (Épisodes 43 - 108)

### Pilotes
- Matthias Leja (VF : Régis Reuilhac) : Major Alexander Karuhnn (1997-2002) (Épisodes 1 - 57)
- Nicolas König (de) (VF : Fabien Briche) : Commandant Jordan-Jens Blank (2002-2007) (Épisodes 58 - 108)

### Infirmiers
- Ulrich Bähnk (de) (VF : Daniel Lafourcade)  : Thomas Asmus (1997-2002) (Épisodes 1 - 23 ; 36-53)
- René Steinke : Leo Sidowski (1997-1999) (Épisodes 4 - 5)
- Tom Wlaschiha (VF : Antoine Nouel) : Torsten Biedenstedt (2002) (Épisodes 24 - 35)
- Rainer Sellien (de) : Paul Reinders (2003-2004) (Épisodes 54 - 71)
- Patrick Wolff (VF : Denis Laustriat) : Johannes « Johnny » von Störkov (2004-2007) (Épisodes 72 - 108)

### Copilote-mécanicien
- Frank Stieren (de) (VF : Jérôme Berthoud) : Max Westphal (1997-1999) (Épisodes 1 - 10)
- Oliver Hörner (de) (VF : Antoine Doignon)  : Jan Wollcke (1999-2007) (Épisodes 9 - 108)

### Autres personnages
- Christian Tasche (de) : médecin-colonel Norbert Kettwig (1997-2007)
- Pierre René Müller (de) : Romain Homann (2002-2007)
- Caroline Kiesewetter (de) : Madeleine Descartes, compagne de Jan.
- Viola Wedekind (de) : Cora Homann, femme de Homann.
- Nina Juraga (de) : Tatjana Jovic, compagne de Johnny.
- Roxanne Borski (de) : Sybille Liebermann, adolescente ayant perdu ses parents dans un accident de voiture et devenue la "fille" de Sabine Petersen.

 Source et légende : version française (VF) sur RS Doublage

## Personnages
- Pilote Major Capitaine puis Commandant Alexander Kahrunn (1997-2002) : c'est le premier pilote, un jour il se fait remplacer par Blank, un autre pilote qui sera un futur sauveteur du SAR 71 car Katja sa femme et Benni ont eu un crash en Australie et Alex va les voir puis revient dans l'équipe. Il sera muté à la suite de la proposition d’un emploi de formateur de pilotes aux États-Unis.
- Copilote et mécanicien Max Westphal (1997 - 1999) : c'est le premier copilote et mécanicien, il est gravement blessé dans un accident de la route pendant une intervention.
- Dr Marion Maibach (1997-1999): C'est la première doctoresse, elle démissionne pour s'occuper de sa nièce et de sa mère à la suite du décès de sa sœur.
- Infirmier Thomas Asmus (1997 - 2002): C'est le premier infirmier, Il va partir pour s'occuper des autres personnes et se fait remplacer par Paul Reinders (nouvel infirmier) .
- Copilote et mécanicien Jan Wollcke (1999 - 2007) : C'est le deuxième copilote et mécanicien, il remplace Max Westphal victime d'un accident de la circulation.
- Dr Illona Müller (2000-2002) : C'est la deuxième doctoresse. D'abord, elle remplace Marion parti en vacances puis elle remplace pour la deuxième fois et définitivement le Dr Marion Maibach car elle a démissionné et elle (Illona) sera gravement blessée par une aile d'avion qui s'écrase sur elle et la paralyse à vie pendant une intervention.
- Dr Sabine Petersen (2002-2007) : c'est la troisième doctoresse, elle remplace le Dr Illona Müller (paralysée à vie pendant une intervention)
- Pilote Capitaine Jordan-Jens Blank (2002-2007), puis Commandant J.J. Blank: il a d'abord remplacé Alexander Kahrunn parti en Australie, puis deviendra définitivement le pilote du SAR 71.
- Infirmier Paul Reinders (2003-2004): il sera victime d'un accident de la route en se rendant à son travail puis s'évanouira au retour d'une mission.
- Infirmier Johnny von Störkov (2004-2007) : Il remplace Paul Reinders, mort après un accident de la circulation.

## Épisodes

### Première saison (1997-1998)
1. Épisode Pilote (Vier Freunde im Einsatz (de)) (90 minutes, diffusé en deux parties en VF)
2. Le Don de la vie (Licht im Dunkeln)
3. Secret de femme (Was Lange Gärt…)
4. Colère aveugle (Blinde Wut)
5. Descente aux enfers (Sturzflug)
6. Vendredi noir (Schwarzer Freitag)
7. Joyeux anniversaire (Happy Birthday)

### Deuxième saison (1999)
1. Panique à bord (In Panik)
2. Le Trou noir (Blindflug)
3. La Rupture (Der Shock)
4. Le Dos au mur (Mit dem Rücken zur Wand)
5. De surprises en déception (Auf Gedeih und Verderb)
6. Sans avertissement (Ohne Vorwarnung)
7. La Peur aux trousses (Die Angst im Nacken)
8. Chaud et froid (Heiß und Kalt)

### Troisième saison (2000)
1. Journée noire (Schreckliche Ohnmacht)
2. Un ange aux anges (Lachende Schutzengel)
3. Le Prix du danger (Spiel mit dem Leben)
4. Hors contrôle (Außer Kontrolle)
5. Vie de famille en péril (Um Kopf und Kragen)
6. Les Mariés du ciel (Gefahren der Liebe)

### Quatrième saison (2000)
1. Une sacrée équipe (Das Kind im Brunnen)
2. Trop, c'est trop ! (Durchgeknallt)
3. Conflits de famille (Abschied von Thomas)
4. Nouvelle recrue (Der Neue)
5. Un parfum de scandale (Zu weit gegangen)
6. Devenir père c'est l'enfer (Nachwuchs im Team)
7. Tous pour un (Alle für Einen)
8. Seul dans la ville (Allein gelassen)
9. Plus de peur que de mal (Jagdsaison)

### Cinquième saison (2001)
1. Paradis d'enfants (Kinderparadies)
2. La Mort comme compagne (Todesfahrt)
3. SAR 71 ne répond plus (Das Team in Not)
4. Au revoir Marion (Abschied von Maren)
5. Un retour inattendu (Torstens Entscheidung)
6. Un départ annoncé (Das angebot)
7. Dans la ligne de mire (In der schusslinie)
8. Quarantaine (Afrikanisches fieber)
9. Drame à l'école (Explosiv)
10. Le SAR mène l'enquête (Todessturz)

### Sixième saison (2002)
1. Bon courage Alex (Auf Knall und Fall)
2. Rien ne va plus (Wollckes Wagnis)
3. Entre ciel et terre (Zwischen Himmel und Erde)
4. La Remplaçante (Zum Dessert)
5. 38° à l'ombre (Hitzefrei)
6. Mémoire blessée (Das Trauma)
7. Quiproquo (Missverständnisse)
8. Un mariage mouvementé (Gefährliche Hochzeit)
9. La Journée des surprises (Voller Überraschungen)
10. Une idée de génie (Der Geburtstag)

### Septième saison (2003)
1. Sauvetage explosif (Die Zeitbombe)
2. Bienvenue à bord (Willkommen an Bord !)
3. La Chute (Voller Hoffnung)
4. Nouveau départ (Schmerzhafte Erfahrung)
5. Contre toute attente (Gerüchteküche)
6. Changement de cap ? (Lauter Katastrophen)
7. Secours sur internet (Die Entscheidung)
8. Opération mariage (Pilotenhochzeit)
9. Un accueil glacial (Neustart)
10. Rivalité dans le cockpit (Rivalen im Cockpit)
11. Une journée d'enfer (Der verflixte Tag)
12. Le Choix de Sabine (Trennung tut weh)

### Huitième saison (2004)
1. La Famille catastrophe (Liebeskummer)
2. Les Enfants Roi (Königskinder)
3. Un toit pour deux (Frischer Wind im Rettungszentrum)
4. Une preuve d'amour (Der Liebesbeweis)
5. Un brin de jalousie (Fünftes Rad am Wagen)
6. Le Héros du jour (Der Held des Tages)
7. Mauvaise pioche (In der Falle)
8. Mon fils, ce héros (Der kleine Held)
9. Situation délicate (Falscher Verdacht)
10. Compte à rebours (Todesangst)
11. Une intégration difficile (Der Ersatzman)
12. Les Liens du sang (Väter und söhne)
13. Le Passé retrouvé (Der geheimnisvolle Patient)
14. Vis sa vie (Leben ohne Lügen)
15. Père et Impair (Rabenväter)

### Neuvième saison (2005)
1. Un homme fragile (Zerbrechlich)
2. Entre rêve et réalité (Alte Kameraden)
3. Un mystérieux inconnu (Für die Liebe)
4. Le Devoir avant tout (Fahrerflucht)
5. Secrets et mensonges (Lügen und Geheimnisse)
6. Un petit rayon de soleil (Grüße nach Singapur)
7. Signes du ciel (Sternzeichen)

### Dixième saison (2006)
1. Visite surprise (Tödlicher Leichtsinn)
2. Une étrange relation (Giftstachel)
3. Retour au pays (Ins Leben zurück)
4. Au détour de la vie (Abschied vom Glück)
5. Discrétion assurée (Herzflattern)
6. Ça va être sa fête (Überraschende Wendung)
7. Petits quiproquos entre amis (Hoch hinaus)
8. L'Amour à temps complet (Dickköpfe)
9. La Valeur d'un homme (Kurzschluss)
10. Une journée bien remplie (Sehnsüchte)
11. Une belle soirée en perspective (Trennung)
12. Erreur de jeunesse (Irrtümer)

### Onzième saison (2007)
1. Une bonne surprise (Ein großer Tag)
2. Ma mère, ma bataille (Muttersorgen)
3. Un sauvetage au poil (Mitten im Leben)
4. Adieu Juliane (Entscheidungen)
5. La Tension monte (Vertrauensfragen)
6. La Maison de ses rêves (Für immer und ewig)
7. Grand arrangement entre amis (Echte Freundschaft)
8. Les Mots pour le dire (Klare Worte)
9. L'argent ne fait pas le bonheur (Das Streben nach Glück)
10. Lourdes pertes (Kabale und Liebe)
11. Le Piège de Vénus (Neuanfänge)
12. Ça va, ça vient… (Lust auf Leben)
13. La voie est libre (Schöne Aussichten)